# Đại học Karl tại Praha
Đại học Karl (Univerzita Karlova; tiếng Đức: Karls-Universität), nguyên là Đại học Praha, là trường đại học lâu đời nhất và lớn nhất tại Séc. Được thành lập vào năm 1348, nó là trường đại học đầu tiên ở Trung Âu, phía đông của nước Pháp và miền Bắc nước Ý. Đây là một trong những trường đại học lâu đời nhất ở châu Âu trong hoạt động liên tục và đứng ở phía trên 1,5 phần trăm của các trường đại học tốt nhất thế giới.
Con dấu trường đại học cho thấy người bảo hộ, Hoàng đế Karl IV Đế quốc La Mã Thần thánh, với huy hiệu của ông là vua của người La Mã và vua của Bohemia, quỳ trước Thánh Václav, vị thánh bảo trợ của Bohemia. Nó được bao quanh bởi các dòng chữ, Sigillum Universitatis Scolarium Studii Pragensis (tiếng Latinh: có nghĩa: Con dấu của học viện Praha, tiếng Séc: Pečeť studentské obce pražského učení).

## Lịch sử
Việc thành lập một trường đại học thời trung cổ ở Praha được truyền cảm hứng bởi Karl IV, hoàng đế thánh chế La Mã. Ông hỏi người bạn và đồng minh của mình, Đức Giáo hoàng Clêmentê VI ý định thành lập này. Ngày 26 tháng 1 năm 1347 Giáo hoàng đã ban hành sắc lệnh thành lập một trường đại học ở Praha, theo mô hình của Đại học Paris, với 4 khoa đầy đủ, bao gồm cả thần học. Ngày 7 tháng 4 năm 1348 Karl, vua của Bohemia, đã ban cho đặc quyền và quyền miễn trừ thành lập trường đại học khỏi quyền lực thế tục trong một Sắc chỉ vàng và ngày 14 tháng 1 năm 1349, ông lại rằng với tư cách là vua La Mã. Hầu hết các nguồn từ Séc kể từ thế kỷ 19 - bách khoa toàn thư, lịch sử tổng hợp, tài liệu của các trường đại học này – ưa thích cho năm 1348 là năm của sự thành lập của các trường đại học, chứ không phải là năm 1347 hoặc 1349. Điều này được gây ra bởi một sự chuyển đổi phản đối giáo hội trong thế kỷ 19, được chia sẻ cả bởi người Séc và người Đức.
Trường đại học này thực sự được khai trương ra trong năm 1349. Trường đại học được phân thành các bộ phận gọi là các dân tộc: Bohemia, Bavarian Ba Lan và Saxo. Bộ phận Bohemia bao gồm Bohemia, Moravia, Nam Slav, và Hungary; Bavaria bao gồm Áo, Swabias, người bản địa của Franconia và các tỉnh Rhine; Ba Lan bao gồm Silesia, Ba Lan, Nga; Saxon bao gồm cư dân của Margravate của Meissen, Thuringia, Thượng và Hạ Saxony, Đan Mạch và Thụy Điển. Về mặt chủng tộc sinh viên Séc chiếm tỷ lệ 16-20% của tất tổng số sinh viên. Tổng Giám mục Arnošt của Pardubice tham gia tích cực trong các nền tảng của giáo sĩ bằng cách giúp đỡ giới tăng lữ để đóng góp và trở thành một hiệu trưởng danh dự của trường đại học này.
Người đầu tiên tốt nghiệp đại học này vào năm 1359. Các bài giảng được tổ chức tại các viện, trong đó viện cổ nhất được đặt tên theo vua Carolinum, thành lập năm 1366. Năm 1372 Khoa Luật đã trở thành một trường đại học độc lập.